# Arză-l focul dascăl

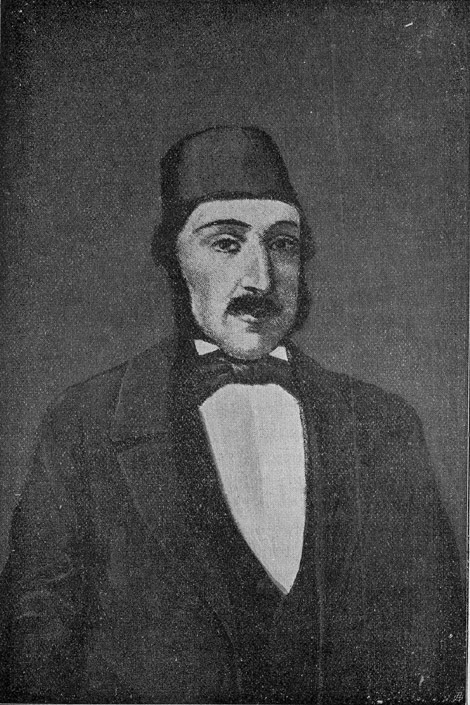
Anton Pann (1794/1798–1854)

Arză-l focul dascăl (Brenn im Feuer, Lehrer!) ist ein walachisches Lied aus dem 19. Jahrhundert und als Cântul 44 Teil der Liedersammlung Spitalul amorului sau Cântătorul dorului  (1852) von Anton Pann. Es beschreibt die Frustration eines rumänischen Schülers angesichts des Griechischunterrichts seines Lehrers, dem „dascăl“ (gr. „daskalos“).

## Hintergrund
Zur Entstehungszeit des Liedes besetzten die Phanarioten, griechische Mitglieder mächtiger Familien, wichtige Posten in den Woiwodschaften der Moldau und der Walachei. Es scheint, dass eines der Symptome dieses Einflusses im damaligen Bildungssystem zu spüren war. In diesem Zusammenhang wurden die Rumänen in Griechisch unterwiesen. Die Liedpassage „tip to tip tis tip to tip ti“ ist entweder eine spöttische, kauderwelschartige Wiedergabe des Klangs der griechischen Sprache oder ein Hinweis auf „typto typteis typtei“ (τύπτω-τύπτεις-τύπτει), welches die 1., 2. und 3. Person Singular des Verbs „τύπτω“ ("typto") ist und auf Katharevousa „schlagen“ bedeutet. In ähnlicher Weise bedeutet „πίπτω“ ("pipto") in Katharevousa „fallen“.

## Liedtext nach Anton Pann
| Rumänisch | Deutsch |
| --- | --- |
| Arză-l focu dascăl! cum mă necăjește! Umblă să mă-n vețe Grecul păsărește. Of ce foc pe mine of ce supărare! Să strig toată zioa tot în gură mare: Tipto, tiptis, tipto, tipti, Pipto, piptis, pipto, pipti, Arză-l focul Dascăl, cum mă necăjește Umblă să mă-nvețe Grecul păsărește! Ah ce bucurie simț în pie(p)t d’o dată Când văz pe câmpie că mi se arată Căprioară fugătoare Prepeliță zburătoare, Pasărele cântătoare, Ce mă chem la vânătoare, Atunci trag cu pușca, le culc la pământ. Și eu trag ca tine, dar trag tot în vânt. | Brenn im Feuer, Lehrer! Wie er mich stört! Er versucht mir das kauderwelsche Griechisch beizubringen. Was für ein Feuer in mir, was für ein Ärgernis! Lässt mich den ganzen Tag schreien: Tipto, tiptis, tipto, tipti, Pipto, Piptis, Pipto, Pipti, Brenn im Feuer, Lehrer! Wie er mich stört! Er versucht mir das kauderwelsche Griechisch beizubringen. Ah, welche Freude fühle ich auf einmal im Herzen Wenn ich auf die Ebene sehe, so sehe ich Ein entlaufenes Reh Eine fliegende Wachtel, Singende Vögel, Sie rufen mich zur Jagd, Dann erschieße ich sie, lege sie auf den Boden. Ich schieße wie du, aber ich schieße immer noch in den Wind. |

## Trivia
Das Lied wurde als Soundtrack für das rumänische Historiendrama Aferim! verwendet.